# Церковь Успения Пресвятой Девы Марии (Кастро-Урдьялес)
Церковь Успения Пресвятой Девы Марии (исп. Iglesia de Santa María de la Asunción) —  католическая церковь XIII века, расположенная в городе Кастро-Урдьялес, Кантабрия. Вместе с замком Святой Анны, маяком Фаро-дель-кастильо-де-Санта-Анна и средневековым мостом, составляет основу Старого города, получившего статус Культурного интереса страны.

## История
Церковь начали строить в XIII веке во время правления короля Альфонсо VIII, хотя точная дата так и осталась неизвестной. Это была эпоха бурного развития торговли между Кастилией, Францией, Англией и Нидерландами, когда многие приморские кантабрийские города переживали свой расцвет. Основные работы над сооружением были закончены в XV веке, хотя на протяжении последующих веков были добавлены новые капеллы и портал.
Объявлена объектом Культурного интереса Испании в 1931 году.

## Описание
Церковь построена в готическом стиле, и напоминает похожие строения на севере Франции и Бургосский собор, а также собор Санто-Доминго-де-ла-Кальсада, представляя собой трёхнефное помещение, где центральный неф шире и выше двух боковых. В конце расположена апсида и четыре капеллы: три многоугольные и одна квадратная, построенная в XVI веке. Позднее к левому (со стороны главного портала) нефу пристроили часовню Святого Иосифа, а к правому — восьмиугольную Святой Католины.
Первоначально у церкви было три входа, но после постройки часовни Святого Иосифа (XIX век) осталось два: главный портал — Пуэрта-дель-Рефугио, и боковой — Пуэрта-де-лос-Омбрес.
Внутреннее убранство церкви украшено разнообразной живописью и скульптурой, среди которых статуя Девы Марии с младенцем, статуя, изображающая умирающего Христа (т.н. Cristo Yacente), авторство которого долго приписывалось самому Грегорио Фернандесу и другие.
Среди картин выделяется работа Cristo de la Agonía, авторство которой приписывают Франсиско де  Сурбарану.